# Flitestar
Trek Airways Flitestar oder Flitestar war von 1991 bis 1994 eine Fluggesellschaft aus Südafrika, die durch Trek Airways gegründet wurde.

## Geschichte
Flitestar wurde 1991 von der Trek Airways als Trek Airways Flitestar gegründet, wurde allerdings als Flitestar vertrieben und nahm am 16. Oktober 1991 den Betrieb mit vier werksneuen Airbus A320-211 auf, die später durch zwei ATR 72-202 ergänzt wurden. Sie war somit eine der ersten Fluglinien, die mit der South African Airways in direkte Konkurrenz trat. Sie konzentrierte sich auf Markt der Geschäftsreisenden, der zu 25 % der Auslastung beitrug, ohne dabei den restlichen Markt zu vernachlässigen. Auf südafrikanischen Inlandsrouten betrug der Sitzladefaktor bis zu 63 %. Jedoch bekämpfte South African Airways die Flitestar mit Werbekampagnen und anderen Mitteln. Ab 1993 verringerte Flitestar die Anzahl ihrer Flüge und wurde April 1994 gemeinsam mit Trek Airways liquidiert.

## Flotte
(Stand:1993)
- 04 Airbus A320-211
- 02 ATR 72-202